# Anthophora versicolor
Anthophora versicolor är en biart som beskrevs av Heinrich Friese 1925. Anthophora versicolor ingår i släktet pälsbin, och familjen långtungebin. Inga underarter finns listade i Catalogue of Life.